# Victor Arnold (acteur autrichien)
Ne doit pas être confondu avec Victor Arnold (acteur américain).
Pour les articles homonymes, voir Arnold.
Victor Arnold, né le 9 octobre 1873 à Vienne (Autriche-Hongrie) et mort le 16 octobre 1914 à Dresde (Royaume de Saxe), est un acteur autrichien.
Il est apparu dans six films de 1910 à 1914.